# Lao Sö
Lao Sö (egyszerűsített kínai: 老舍, pinjin: Lǎo Shě, Peking, 1899. február 3. – Peking, 1966. augusztus 24.) kínai sci-fi és drámaíró. Eredetileg Su Csing-csun (Shū Qìngchūn)nak hívták, felvett neve: Su Sö-jü (Shu Sheyu).

## Élete
Pekingben született 1899-ben elszegényedett mandzsu család gyermekeként. Kétéves korában, 1901-ben a bokszerlázadás során elvesztette édesapját, akit japán katonák öltek meg. Édesanyja ezután egyedül nevelte, később tanítóképző főiskolát végzett szülővárosában, majd mint pedagógus kezdte a pályáját.
1924 és 1929 között a londoni egyetem keleti intézetének volt a lektora, az itt végzett munkája mellett írni kezdett. Hazatérve több egyetemen tanított. A japán–kínai háború idején az Összművészeti Dolgozók ellenállási Szövetségének tevékenységét irányította. Az 1930-as években szatirikus regényeivel szerzett magának hírnevet, később drámákat írt. A második világháború után az Amerikai Egyesült Államokba utazott, 1949-ben tért haza. Ekkoriban a kínai írószövetség alelnöke is volt. A kulturális forradalom kitörése után, 1966-ban öngyilkosságot követett el.

## Munkássága
Pályája indulásakor az Angliában írt humoros, szórakoztató regényeivel vált ismertté. Ekkor a régi kínai széppróza szemléleti és technikai tradícióit követte. Meseszövésében az angol írók (Charles Dickens, Joseph Conrad) is hatottak rá. Hazatérése után, a harmincas években – amikor már főleg elbeszéléseket írt – a művészete elmélyült. Később a kínai valóság aktuális problémáival foglalkozott (Macskaváros krónikája). A pekingi népnyelv kitűnő ismerőjének bizonyult (A Tigrisasszony meg a férje). A negyvenes évektől kezdve jobbára színműveket írt, emléket állítva az ellenállási háború hőseinek. 1949 után aktuális témákkal foglalkozott. Színműveit és regényeit a stilisztikai és nyelvi erények mellett eredeti jellemábrázoló képesség jellemzik. A modern kínai széppróza kiváló képviselője volt.

## Művei
- Mao-cseng csi (Mao Cheng-ji) (1933)
- Li-hun (Válás) (1933)
- Lo-to Hsziang-ce (Luo tuo Xiangzi) (1939)
- Sze-si tung-tang (Si Shi Tong Tang) (Négy generáció egy fedél alatt) (1946–1951)

## Magyarul
- A tigriskisasszony meg a férje. Regény; ford. Miklós Pál; Európa, Bp., 1957
- Fekete Li és Fehér Li / A holdsarló. Elbeszélések; ford. Lomb Kató, utószó Miklós Pál; Európa, Bp., 1959
- Teaház. Színmű; ford., utószó Miklós Pál; Európa, Bp., 1960
- Macskaváros krónikája. Regény; ford., utószó Galla Endre; Európa, Bp., 1981 ISBN 9630723182